# Crowmarsh
 (septembre 2023).
Crowmarsh est une paroisse civile de l'Oxfordshire, en Angleterre.